# ارون بوئنو
ارون بوئنو (انگلیسی: Aarón Bueno؛ زادهٔ ۲۱ اوت ۱۹۸۳) بازیکن فوتبال اهل اسپانیا است.
از باشگاه‌هایی که در آن بازی کرده‌است می‌توان به باشگاه فوتبال کادیس، باشگاه فوتبال سابادل، و باشگاه خیمناستیک تاراگونا اشاره کرد.
وی همچنین در تیم ملی فوتبال کاتالونیا بازی کرده‌است.